# Amigos Improváveis
Amigos Improváveis foi um reality-show português que estreou a 4 de janeiro e terminou a 18 de abril de 2020 na SIC. O formato foi apresentado por Andreia Rodrigues na 1.ª temporada. Na temporada Famosos passou a não ser apresentado, mas sim narrado por Ana Galvão.

## Sinopse
Hoje em dia, muitos jovens têm dificuldade em alugar a sua própria casa. Por outro lado, as gerações mais velhas habitam casas com quartos vazios... O que aconteceria se se juntassem debaixo do mesmo teto? 
A SIC e a Shine Iberia estão a preparar um programa muito especial que vai trazer uma nova reflexão aos portugueses. Jovens da chamada Geração Z - da era digital, são desafiados a tornarem-se inquilinos de portugueses acima dos 60 anos e assim criarem uma amizade improvável. Há muito que os separa – as filosofias de vida, os hábitos, os conhecimentos, as vontades, os sonhos, o mundo – mas será que tudo isto é maior do que aquilo que os pode unir?
O objetivo é aproximar gerações, num país onde existe uma grande percentagem de população envelhecida, com vivências e experiências completamente diferentes das novas gerações. Se por um lado, as gerações mais velhas trabalharam toda a vida para conquistarem os seus objetivos (uma família, uma casa, uma vida calma e simples), as novas gerações são mais desapegadas, já não querem um trabalho para a vida inteira e não ligam a poupanças, vivendo o momento e “aproveitando a vida”.
Estas opções de estilo de vida e as mudanças de contexto social trouxeram uma nova realidade para as gerações mais novas: estudam até mais tarde, não têm como objetivo principal o casamento, saem tarde de casa dos pais e têm muita dificuldade em alcançar a sua independência financeira. Para um jovem português, viver sozinho na sua própria casa é muitas vezes uma miragem.
Já a classe reformada – e na pré-reforma – já atingiu os seus grandes objetivos: uma vida de trabalho, a construção da sua própria casa, tiveram filhos e netos. Por um lado, viveram tudo o que desejaram e sentem-se realizados, por outro, chegam agora a uma fase da vida onde são desafiados a viver na solidão e sem novos objetivos, a não ser viverem as suas rotinas sempre iguais.
Vamos seguir de perto os momentos banais do dia a dia neste hiato de gerações, que serão cheios de humor e ternura.
Esta é a oportunidade única de mostrar ao país como todos temos a ganhar com uma amizade entre gerações, aproximando os jovens dos mais velhos.

## Apresentadora
Depois do sucesso da primeira e da segunda temporadas de “Quem Quer Namorar com o Agricultor?”, a apresentadora regressa ao ecrã e promete mostrar ao país que todos temos a ganhar com uma amizade entre gerações, aproximando os jovens dos mais velhos.

## Emissão
| Edições       | Programa        | Emissão            | Apresentação      | Narração      |
| ------------- | --------------- | ------------------ | ----------------- | ------------- |
| 1.ª temporada | Episódios 1 e 2 | Sábados - 21h30    | Andreia Rodrigues | Sem narradora |
| 1.ª temporada | Diários         | Dias úteis - 19h15 | Andreia Rodrigues | Sem narradora |
| Famosos       | Episódio 1      | Domingo - 22h15    | Sem apresentadora | Ana Galvão    |
| Famosos       | Episódio 2      | Sábado - 23h00     | Sem apresentadora | Ana Galvão    |
| Famosos       | Diários         | Dias úteis - 19h15 | Sem apresentadora | Ana Galvão    |

## Resumo

### Episódios
| Resumo | Resumo  | Episódios | Episódios | Originalmente exibido | Originalmente exibido   |
| Resumo | Resumo  | Episódios | Episódios | Estreia da temporada  | Final da temporada      |
| ------ | ------- | --------- | --------- | --------------------- | ----------------------- |
|        | 1       | 2         | 2         | 4 de janeiro de 2020  | 29 de fevereiro de 2020 |
|        | Famosos | 2         | 2         | 1 de março de 2020    | 18 de abril de 2020     |

### Diários
| Resumo | Resumo  | Episódios | Episódios | Originalmente exibido | Originalmente exibido   |
| Resumo | Resumo  | Episódios | Episódios | Estreia da temporada  | Final da temporada      |
| ------ | ------- | --------- | --------- | --------------------- | ----------------------- |
|        | 1       | 40        | 40        | 6 de janeiro de 2020  | 28 de fevereiro de 2020 |
|        | Famosos | 31        | 31        | 2 de março de 2020    | 16 de abril de 2020     |

## Temporadas
| Temporada | Temporada | Estreia              | Final                   | Audiência média (rating %) | Audiência média (em espetadores) |
| --------- | --------- | -------------------- | ----------------------- | -------------------------- | -------------------------------- |
|           | 1         | 4 de janeiro de 2020 | 29 de fevereiro de 2020 | —                          | —                                |
|           | Famosos   | 1 de março de 2020   | 18 de abril de 2020     | —                          | —                                |